# Phygadeuon magnicornis
Phygadeuon magnicornis är en stekelart som först beskrevs av Thomson 1884.  Phygadeuon magnicornis ingår i släktet Phygadeuon och familjen brokparasitsteklar. Arten är reproducerande i Sverige. Inga underarter finns listade i Catalogue of Life.